# Пія Лейно
Пія Лейно (нар. 1977) — сучасна фінська романістка, журналістка, разом із сім'єю проживає у Гельсінкі.

## Біографія
Пія Лейно народилася 1977 року в Гельсінкі. Має ступінь магістра суспільних наук. Вивчала журналістику в Університеті Тампере, який закінчила 2004 року. Майже 20 років пропрацювала журналісткою у Фінському агентстві новин. Два роки (2015—2017) вивчала письменницьку майстерність в Академії критики. Її роман-дистопія «Небеса» (2017) відзначений фінською премією Maailmanlaita, а також здобув Літературну премію Європейського Союзу (2019). «Небеса» вийшли українською мовою у перекладі Ольги Ярешко і Назара Довжка 2021 року у видавництві «Астролябія».